# کوووا
کوووا (به لهستانی:  Koweła) یک روستا در لهستان است که در گمینا نارو واقع شده‌است.
 کوووا  ۱۳۰ نفر جمعیت دارد.